# Brent Vugts
Brent Vugts (Dordrecht, 17 april 2002) is een Nederlands voetballer die als aanvaller voor BVV Barendrecht speelt.

## Carrière
Brent Vugts speelde in de jeugd van FC Binnenmaas en Excelsior Rotterdam. Hij debuteerde in het eerste elftal van Excelsior op 20 augustus 2021, in de met 1-1 gelijkgespeelde thuiswedstrijd tegen FC Volendam. Hij kwam in de 84e minuut in het veld voor Joshua Eijgenraam. Vugts kwam verder niet uit voor Excelsior.
Medio 2023 verruilde Vugts Excelsior voor BVV Barendrecht. Mede door de 12 doelpunten in 33 wedstrijden van Vugts promoveerde Barendrecht aan het einde van het seizoen 2023/24 naar de Tweede divisie.

### Statistieken
| Seizoen                     | Club                | Competitie     | Competitie | Competitie | Beker | Beker | Totaal | Totaal |
| Seizoen                     | Club                | Competitie     | Wed.       | Dlp.       | Wed.  | Dlp.  | Wed.   | Dlp.   |
| --------------------------- | ------------------- | -------------- | ---------- | ---------- | ----- | ----- | ------ | ------ |
| 2021/22                     | Excelsior Rotterdam | Eerste divisie | 0          | 0          | 0     | 0     | 0      | 0      |
| 2022/23                     | Excelsior Rotterdam | Eredivisie     | 1          | 0          | 0     | 0     | 1      | 0      |
| 2023/24                     | BVV Barendrecht     | Derde divisie  | 32         | 11         | 1     | 1     | 33     | 12     |
| 2024/25                     | BVV Barendrecht     | Tweede divisie | 17         | 3          | 4     | 1     | 21     | 4      |
| Carrièretotaal              | Carrièretotaal      | Carrièretotaal | 50         | 14         | 5     | 2     | 55     | 16     |
| Bijgewerkt op 10 maart 2025 |                     |                |            |            |       |       |        |        |